# Masters de Roma 1998
El Internazionali BNL d'Italia 1998 fue la edición del 1998 del torneo de tenis Masters de Roma. El torneo masculino fue un evento de los Masters Series 1998 y se celebró desde el 4 de mayo hasta el 10 de mayo.  El torneo femenino fue un evento de la Tier I 1998 y se celebró desde el 11 de mayo hasta el 17 de mayo.

## Campeones

### Individuales Masculino
Marcelo Ríos vence a  Albert Costa, Walkover

### Individuales Femenino
Martina Hingis vence a  Venus Williams, 6–3, 2–6, 6–3

### Dobles Masculino
Mahesh Bhupathi /  Leander Paes vencen a  Ellis Ferreira /  Rick Leach, 6–4, 4–6, 7–6

### Dobles Femenino
Virginia Ruano Pascual /  Paola Suárez vencen a  Amanda Coetzer /  Arantxa Sánchez-Vicario, 7–6 (7–1), 6–4